# Lijst van kerken in Enkhuizen
Deze (incomplete) lijst bevat een overzicht van de kerkgebouwen in de gemeente Enkhuizen.
| Kerk                               | Adres              | Wijk/Plaats                                                                 | Originele functie                                                        | Huidige functie                                                                         | Bijzonderheden | Foto                                |
| ---------------------------------- | ------------------ | --------------------------------------------------------------------------- | ------------------------------------------------------------------------ | --------------------------------------------------------------------------------------- | --- | ----------------------------------- |
| Wester- of Sint Gomaruskerk        | Westerstraat 138   | Binnenstad                                                                  | Voor de reformatie een Katholieke Kerk, daarna Nederlands Hervormde Kerk | Cultureel centrum                                                                       | Het klokhuis staat los van de kerk. Het gebouw zal binnenkort weer als kerk gebruikt worden, maar dan voor katholieke missen |                                     |
| Zuider- of Sint Pancraskerk        | Zuiderkerksteeg 3  | Binnenstad                                                                  | Katholieke kerk                                                          | Protestantse Kerk in Nederland                                                          | Rond 1423 is de bouw begonnen, kerk is in laatgotische stijl. | Zuiderkerk zuidoostzijde            |
| Sint Franciscus Xaveriuskerk       | Westerstraat 107   | Binnenstad                                                                  | Rooms-Katholieke Kerk                                                    | Leegstaand                                                                              | Architect was Nicolaas Molenaar sr. naar zijn ontwerp is een driebeukige kerk in neogotische stijl gebouwd. De kerk zelf is geen rijksmonument, wel een aantal onderdelen in de kerk. Toren is overgenomen door Gemeente Enkhuizen. Momenteel wordt de kerk niet gebruikt wegens bouwvalligheid van vooral de vloer maar ook het dak zou slecht zijn. |                                     |
| Evangelisch Lutherse Kerk          | Breedstraat 40     | Binnenstad                                                                  | Evangelisch-Lutherse Kerk                                                | Woonhuis                                                                                | Zaalkerk ingewijd in 1843, met boven de gevel een mezzanino. Sinds 5 juni 2017 kerkt de Evangelisch Lutherse Gemeente niet langer hier |                                     |
| Gummarus en Pancratiuskerk         | Breedstraat 84     | Binnenstad                                                                  | Oud-Katholieke Kerk                                                      | Onveranderd                                                                             | Door J.G. Kopper ontworpen Neogotische kerk uit 1908, het pand is een rijksmonument. |                                     |
| Ontmoetingskerk                    | Klopperstraat 12   | Binnenstad                                                                  | Gereformeerde kerk (tot 2004: GKN, nadien: PKN)                          | Gereformeerde Gemeente                                                                  | Rationalistische architectuur. Rationalistische stijl. Ontworpen door H. Bonda en gebouwd in 1903-1904. De twee torens zijn niet even hoog. Luidklok van Geert van Wou uit 1523 komt uit de Drommedaris (Enkhuizen). |                                     |
| Voormalige doopsgezinde schuilkerk | 't Zand            | Binnenstad                                                                  | Doopsgezinde Gemeente                                                    | onbekend                                                                                | Rijksmonument, voormalige schuilkerk gelegen aan 't Zand |                                     |
| Doopsgezinde Vermaning             | Venedie            | Binnenstad                                                                  | Doopsgezinde Gemeente                                                    | Onveranderd, ook in gebruik bij Zevende Dags Adventisten                                | De schuilkerk aan 't Zand is een rijksmonument van de Doopsgezinden. | Venedie 17 - Doopsgezinde Vermaning |
| De Nieuwe Doelen                   | Spoorstraat 2      | Binnenstad                                                                  | Verenigingsgebouw Nieuwe Doelen                                          | Onveranderd                                                                             | De Pinkstergemeente houdt haar bijeenkomsten in het verenigingsgebouw De Nieuwe Doelen. |                                     |
| (Oud) Gereformeerde Gemeente       | Breedstraat 148    | Binnenstad                                                                  | Vispakhuis                                                               | Woning                                                                                  | Van 1868 tot 1963 in gebruik bij de Gereformeerde Gemeente. Wanneer Oud Gereformeerde Gemeente uit het pand is gegaan is onbekend. |                                     |
| Pro Rege (Voor de Koning)          | Olifantsteiger 4   | Binnenstad                                                                  | Verenigingsgebouw van de Gereformeerden                                  | Rechtzinnig Hervormden Rom. 1-16                                                        | |                                     |
| Apostolische kerk Stam Juda        | Vijzelstraat 23    | Binnenstad                                                                  | Hersteld Apostolische Zendingkerk                                        | Later Katholiek Apostolische kerk. Pand niet langer als kerk in gebruik.                | Architect Tj. Korff |                                     |
| Synagoge                           | Zuiderhavendijk 25 | Binnenstad                                                                  | Synagoge van Enkhuizen                                                   | Hersteld Apostolische Zendingkerk                                                       | Architect onbekend. Rijksmonument 15241 | Synagoge                            |
| Apostolische kerk                  | Westerstraat 172   | Binnenstad                                                                  | Apostolisch Genootschap/expositie gebouw                                 | Winkelpand                                                                              | |                                     |
| De Witte Duif                      | Bij Koperwiekplein | Gommerwijk                                                                  | Oorspronkelijk wijkkerk van de Gereformeerden en                         | Cultureel centrum voor de buurt.                                                        | Wijkcentrum, gesloopt. Er staan nu woningen op deze plek. |                                     |
| Hervormde Kapel van Den Oever      | Buitenmuseum       | Oorspronkelijk opgespoten gebied voor de Zuiderzeewerken buiten de zeemuur. | Nederlands Hervormde Kerk                                                | Museumobject                                                                            | De kapel is afkomstig uit Den Oever, deze is daar steen voor steen afgebroken en rond 1968 in het Zuiderzeemuseum weer opgebouwd. Het aangrenzende gasthuis is niet herbouwd. De toren is een ontwerp van de architect Cornelis de Jong (de Rijp). |                                     |
| Levend Water                       | Wegje 4            | Binnenstad                                                                  | kerkgebouw Gereformeerde Gemeente                                        | kerkgebouw federatie Nederlandse Gereformeerde Kerken en Christelijk Gereformeerde kerk | Gebouwd in 1962 naar ontwerp van architect T. Schipper in de stijl van de Delftse school. |                                     |
| Evangelisch Lutherse Gemeente      | Patershof 4        | Binnenstad                                                                  |                                                                          |                                                                                         | Sinds 5 juni 2017 nieuwe kerkgebouw van de Evengelisch Lutherse Gemeente |                                     |
| Gereformeerde gemeente             | Peperstraat 3-5-7  | Binnenstad                                                                  | kerkgebouw Gereformeerde Gemeente                                        | Woningen                                                                                | Gebouw deed van 1862 tot 1907 dienst als kerkgebouw, waarvan de laatste twee jaar als katholieke kerk |                                     |
| Snouck van Loosenkerk              | Breedstraat 47     | Binnenstad                                                                  | Pakhuis                                                                  | onbekend                                                                                | Verbouwd in opdracht van de familie Snouck van Loosen. De kerk was bedoeld voor armlastige Enkhuizers. In de kerk is ook een dienstwoning aanwezig. |                                     |